# Johanna Sibylla von Hanau-Lichtenberg
Johanna Sibylla von Hanau-Lichtenberg (* 6. Juli 1564 in Burg Lichtenberg; † 24. März 1636 in Runkel) war das erste Kind des Grafen Philipp V. von Hanau-Lichtenberg aus dessen erster Ehe mit Pfalzgräfin Ludovica Margaretha von Zweibrücken-Bitsch (* 1540; † 1569).
Johanna Sibylla war seit dem 1. Februar 1582 mit Graf Wilhelm IV. von Wied-Runkel und Isenburg (* 1581; † 13. September 1612) verheiratet, einem Sohn des Grafen Johann IV. von Wied-Runkel und Isenburg († 15. Juni 1581) und der Gräfin Katharina von Hanau-Münzenberg (* 1525; † 1581). Wilhelm folgte seinem Vater 1581 in Runkel und Dierdorf, der sogenannten „Obergrafschaft“, und in Wied 1595. Aus der Ehe mit Johanna Sibylla gingen hervor:
1. Juliana († 24. August 1635) ⚭ 18. Mai 1634 Graf Ludwig IV. von Löwenstein-Wertheim (* 1598; † 1657)
2. Elisabeth (* 24. August 1593; † 28. Juni 1635) ⚭ 13. September 1614 Graf Philipp zu Solms-Hohensolms-Lich
3. Philippina Katharina Walpurgis († 1647) ⚭ am 29. Oktober 1611 Graf Christoph zu Leiningen-Westerburg in Schadeck († 1635)
4. Maria Anna Magdalena ⚭ 1628 Adolf von Wylich zu Döringen
5. Aemilia
6. Johanetta

## Vorfahren
| Ahnentafel Gräfin Johanna Sibylla von Hanau-Lichtenberg | Ahnentafel Gräfin Johanna Sibylla von Hanau-Lichtenberg                                                         | Ahnentafel Gräfin Johanna Sibylla von Hanau-Lichtenberg                                                         | Ahnentafel Gräfin Johanna Sibylla von Hanau-Lichtenberg                                                         | Ahnentafel Gräfin Johanna Sibylla von Hanau-Lichtenberg                                                         | Ahnentafel Gräfin Johanna Sibylla von Hanau-Lichtenberg | Ahnentafel Gräfin Johanna Sibylla von Hanau-Lichtenberg |
| ------------------------------------------------------- | --- | --- | --- | --- | ------------------------------------------------------- | ------------------------------------------------------- |
| Urgroßeltern                                            | Philipp III. von Hanau-Lichtenberg (* 1482; † 1538) ⚭ Sibylle von Baden-Sponheim (* 1485; † 1518)               | Friedrich II. von Fürstenberg (* 1496; † 1559) ⚭ Anna von Werdenberg († 1554)                                   | Reinhard von Zweibrücken-Bitsch († 1532) ⚭ Anna von Salm († 1541)                                               | Ernst V. von Honstein († 1552) ⚭ Anna von Bentheim († 1559)                                                     |                                                         |                                                         |
| Großeltern                                              | Philipp IV. von Hanau-Lichtenberg (* 1514; † 1590) ⚭ Eleonore von Fürstenberg (* 1523; † 1544)                  | Philipp IV. von Hanau-Lichtenberg (* 1514; † 1590) ⚭ Eleonore von Fürstenberg (* 1523; † 1544)                  | Jakob von Zweibrücken-Bitsch (* 1510; † 1570) ⚭ Katharina von Honstein († 1570)                                 | Jakob von Zweibrücken-Bitsch (* 1510; † 1570) ⚭ Katharina von Honstein († 1570)                                 |                                                         |                                                         |
| Eltern                                                  | Philipp V. von Hanau-Lichtenberg (* 1541; † 1599) ⚭ Ludovica Margaretha von Zweibrücken-Bitsch (* 1540; † 1569) | Philipp V. von Hanau-Lichtenberg (* 1541; † 1599) ⚭ Ludovica Margaretha von Zweibrücken-Bitsch (* 1540; † 1569) | Philipp V. von Hanau-Lichtenberg (* 1541; † 1599) ⚭ Ludovica Margaretha von Zweibrücken-Bitsch (* 1540; † 1569) | Philipp V. von Hanau-Lichtenberg (* 1541; † 1599) ⚭ Ludovica Margaretha von Zweibrücken-Bitsch (* 1540; † 1569) |                                                         |                                                         |
| Johanna Sibylla                                         | | | | |                                                         |                                                         |

## Nachweise
1. ↑  Getauft wurde sie am 17. Juli 1564.

| Personendaten    | Personendaten                                        |
| ---------------- | ---------------------------------------------------- |
| NAME             | Hanau-Lichtenberg, Johanna Sibylla von               |
| ALTERNATIVNAMEN  | Johanna Sibylla von Wied-Runkel                      |
| KURZBESCHREIBUNG | Gemahlin von Wilhelm V. von Wied-Runkel und Isenburg |
| GEBURTSDATUM     | 6. Juli 1564                                         |
| GEBURTSORT       | Burg Lichtenberg                                     |
| STERBEDATUM      | 24. März 1636                                        |
| STERBEORT        | Runkel                                               |